# Principiul antropic
În fizică și în cosmologie, principiul antropic (din greacă anthropos - om) este un argument filosofic care afirmă că observațiile din Universul fizic trebuie să fie compatibile cu viața conștientă care le observă. 
Principiul scoate în evidență reglarea incredibil de fină a universului, care ar exclude hazardul materialist și ar implica aportul unei forțe energetice hiperinteligente.
Susținătorii argumentului motivează că astfel se explică de ce universul are exact vârsta și constantele fizice fundamentale care fac posibilă apariția și găzduirea vieții conștiente.
Principiul a fost formulat în 1961 de către astronomul Robert Dicke (1916-1997), care s-a bazat pe unele lucrări ale fizicianului englez Paul Dirac:
"Universul are proprietățile pe care le are și pe care omul le poate observa, deoarece, dacă ar fi avut alte proprietăți, omul nu ar fi existat.

## Definiție și bază
Principiul a fost formulat ca răspuns la o serie de observații conform cărora legile naturii și parametrii universului preiau valori care sunt compatibile cu condițiile de viață pe care le cunoaștem mai degrabă decât cu un set de valori care nu ar fi compatibile cu viața Pământ. Principiul antropic afirmă că aceasta este o necesitate, pentru că dacă viața ar fi imposibilă, nici o entitate vie nu ar fi acolo să o respecte și astfel nu ar fi cunoscută. Adică trebuie să fie posibil să observați un anumit univers și, prin urmare, legile și constantele unui astfel de univers trebuie să se potrivească cu această posibilitate.
Termenul antropic în "principiul antropic" a fost argumentat ca fiind un nume greșit. În timp ce separăm viața noastră bazată pe carbon, nici unul dintre fenomenele bine reglate nu necesită viață umană sau un șovinism de carbon. Orice formă de viață sau orice formă de atom greu, piatră, stea sau galaxie ar face; nu este implicat nimic specific uman sau antropic.
Principiul antropic a dat naștere unor confuzii și controverse, parțial deoarece fraza a fost aplicată mai multor idei distincte. Toate versiunile principiului au fost acuzate că descurajează căutarea unei înțelegeri fizice mai profunde a universului. Principiul antropic este adesea criticat pentru lipsa falsificabilității și, prin urmare, criticii principiului antropic pot arăta că principiul antropic este un concept ne-științific, deși principiul slab antropic, "condițiile observate în univers trebuie să permită observatorului să există ", este ușor de susținut în matematică și filosofie, adică este o tautologie sau un truism. Totuși, construirea unui argument substanțial bazat pe o fundație tautologică este problematică. Variantele mai puternice ale principiului antropic nu sunt tautologii și, astfel, fac ca revendicările să fie considerate controversate de către unii și care sunt condiționate de verificarea empirică.

## Origine
Arthur Schopenhauer se număra printre primii atei susținători ai argumentelor, în paralel cu principiul antropic.
Sintagma "principiul antropic" a apărut pentru prima dată în contribuția lui Brandon Carter la un simpozion din Cracovia din 1973, care a onorat 500 de ani de la nașterea lui Copernic. Carter, un astrofizician teoretic, a articulat Principiul Antropic ca reacție la Principiul Copernican, care afirmă că oamenii nu ocupă o poziție privilegiată în Univers. După cum a spus Carter: "Deși situația noastră nu este neapărat centrală, este inevitabil privilegiat într-o oarecare măsură".  Mai exact, Carter nu a fost de acord cu utilizarea principiului Copernican pentru a justifica Principiul Cosmologic Perfect, care prevede că toate regiunile mari și timpurile din univers trebuie să fie identice din punct de vedere statistic. Acest ultim principiu se bazează pe teoria staționară, care fusese recent falsificată de descoperirea radiației cosmice a microundelor din 1965. Această descoperire a fost o dovadă clară că universul sa schimbat radical în timp (de exemplu, prin intermediul Big Bang-ului).